# San Salvatore de Maximis
San Salvatore de Maximis, även benämnd San Salvatore de Maximinis och San Salvatore de Maximinorum, var en kyrkobyggnad i Rom, helgad åt Frälsaren. Kyrkan var belägen mellan Capitolium och Tibern i Rione Campitelli. 
Enligt en teori syftar kyrkans tillnamn ”Maximis” på den romerska ätten Massimini. En annan teori gör gällande att tillnamnet åsyftar Porticus Maximae, en antik portik, uppförd omkring år 380 e.Kr.

## Kyrkans historia
I området sydväst om Capitolium fanns tre kyrkor helgade åt Frälsaren: förutom San Salvatore de Maximis, San Salvatore in Statera och San Salvatore in Portico. Detta har givit upphov till förvirring beträffande identifieringen av dessa tre kyrkor, både vad gäller dokument och kartor, i synnerhet Strozzis karta från år 1474 och Bufalinis karta från år 1551.
Kyrkans första dokumenterade omnämnande återfinns i Catalogo di Cencio Camerario, en förteckning över Roms kyrkor sammanställd av Cencio Savelli år 1192 och bär där namnet Salvatori Maximinorum. Enligt den italienske historikern och arkeologen Mariano Armellini var kyrkan San Salvatore de Maximis belägen vid dagens Salita delle Tre Pile vid Capitoliums västsluttning. Biskopen av Camerino, Fabrizio Varano (död 1508), skriver att kyrkan, som uppfördes på ruinerna av Jupiter Capitolinus tempel, är förstörd: ”S. S. de Maximis, olim Iovis Capitolini, nunc eversum”.

## Omnämningar i kyrkoförteckningar
| Katalog                      | År         | Benämning                             |
| ---------------------------- | ---------- | ------------------------------------- |
| Catalogo di Cencio Camerario | 1192       | Salvatori Maximinorum                 |
| Il Catalogo Parigino         | cirka 1230 | Salvator de Maximinis                 |
| Il Catalogo di Torino        | cirka 1320 | Ecclesia sancti Salvatoris de Maximis |

## Bilder
| - Alessandro Strozzis karta över Rom från år 1474. |